# Жидель Сергій Петрович
Жидель Сергій Петрович (нар. 18 липня 1952, Лутугине — пом. 22 липня 2019, Охтирка) — український художник; член Спілки радянських художників України з 1990 року. 

## Життєпис
Народився 18 липня 1952 року у містечку Лутугиному  (нині місто Луганської області, Україна). 1980 року закінчив Київський державний художній інститут, де навчався зокрема у Миколи Стороженка, Вілена Чеканюка. Здобув кваліфікацію «художник-живописець, педагог».
Упродовж 1980–2000 років працюва головним художником Луганського художньо-виробничого комбінату Художнього фонду України; у 2002—2004 роках викладав у Луганському коледжі культури та мистецтв. У 2004 році викладав малюнок і живопис у педагогічному університеті китайського міста Юнчин. 
Жив у Луганську, в будинку на Південному кварталі, № 3, квартира № 104. Обирався секретарем та головою Луганської обласної організації Національної спілки художників України. 
Переселився з Луганська до Охтирки, де працював викладачем Охтирської дитячої художньої школи імені Тараса Шевченка. Помер в Охитрці 22 липня 2019 року.

## Творчість
Працював у галузі станкового і монументального живопису, станкової графіки. Робив розписи, створював мозаїки та вітражі, які оздоблюють інтер'єри громадських споруд, екстер'єри церков в Луганській та Сумській областях України. Серед робіт:
- цикл вітражів у церкві святого Георгія в Охтирці (1996–1999);

розписи
- «Пам'яті Х. Дехлеві» у Молодогвардійську (1982);
- «Країна казок» у дитячому садку № 63 у Луганську (1988);
- «Музика» у музичній школі у Марківці (1989);

мозаїки
- «Апостоли» (2000, мозаїчне оздоблення пам'ятного знака «Луганська Богородиця»; у співавторстві);
- цикли мозаїк для каплиці святого Георгія у Луганську (2001);
- цикли мозаїк для собору святого Володимира Довжанську (2003);

декоративно-паркові скульптури
- «Коні» (2003);
- «Кам'яне яйце» (2003);
- «Степовики» (2003);
- цикл «Китай» (2004);

акварелі
- «Букет» (1990, папір);
- «Юнчин. Кельтова споруда» (2004, папір);

живопис
- «Стародавнє місто» (2004, полотно, олія);
- «Дівчинка з парасолькою» (2008);
- «Ущелина Баксан» (2009).

Брав участь у всесоюзних, всеукраїнських мистецьких виставках з 1980 року. Персональні виставки відбулися Києві, Юнчині (Китай), Луганську, Лебедині, Сумах, Охтирці.

## Відзнаки
- Друга премія Всеукраїнського симпозіуму «Гончарство на майданах і в парках України» у селищі Опішні Полтавської області (1998);
- Заслужений художник України з 2018 року[3];
- Подяка від прем'єр-міністра України (2018)[1];
- медаль «За жертовність і любов до України» від Патріарха Київського і всієї Руси-України Філарета (2019)[1].